# Rifugio Cinque Torri
Il rifugio Cinque Torri è un rifugio situato nel comune di Cortina d'Ampezzo (BL), sorge alla base delle Cinque Torri.

## Storia
Il rifugio fu inaugurato il 4 ottobre 1904 inizialmente come Albergo 5 Torri da tre privati di Cortina, i fratelli Manaigo e Colli. Nel 1914, durante la prima guerra mondiale divenne un importante sede dell'esercito italiano, ospitando perfino il re Vittorio Emanuele III in visita al fronte. Dopo il conflitto Cortina d'Ampezzo entrò a far parte del Regno d'Italia (1918) ed il rifugio passò di proprietà inizialmente all'esercito, poi dopo varie compravendite nel 1937 venne acquistato alla famiglia Alberti, che ne è tuttora proprietaria e gestrice.

## Caratteristiche e informazioni
Il rifugio è aperto d'estate (15 giugno - 30 settembre).
Il rifugio ha 16 posti letto più eventualmente 2 letti aggiungibili.

## Accessi
Da Bai de Dones:
- attraverso Potor fino al rifugio Scoiattoli, poi sentiero alpino nº 439.
- attraverso Vallon Negro

Dal passo Falzarego:
- sentiero alpino nº440 fino all'Alpe di Potor, poi sentiero alpino nº 439.
- sentiero alpino nº 441 attraverso il rifugio Averau poi sentiero alpino nº 439.

Dal passo Giau:
- sentiero alpino nº 443.
- attraverso il rifugio Fedare con il sentiero alpino nº 441 e poi attraverso il rifugio Averau con il sentiero alpino nº 439.
- sentiero alpino nº 452 attraverso il rifugio Averau poi sentiero alpino nº 439.

Dal Ponte de ru Curto:
- sentiero alpino nº437.

## Ascensioni
Il rifugio fa da punto di appoggio per gli alpinisti impegnati sulle pareti delle Cinque Torri.
- Nuvolau, 2574 m
- Monte Averau, 2647 m, diff. 1º e 2º grado